# Moses Brück

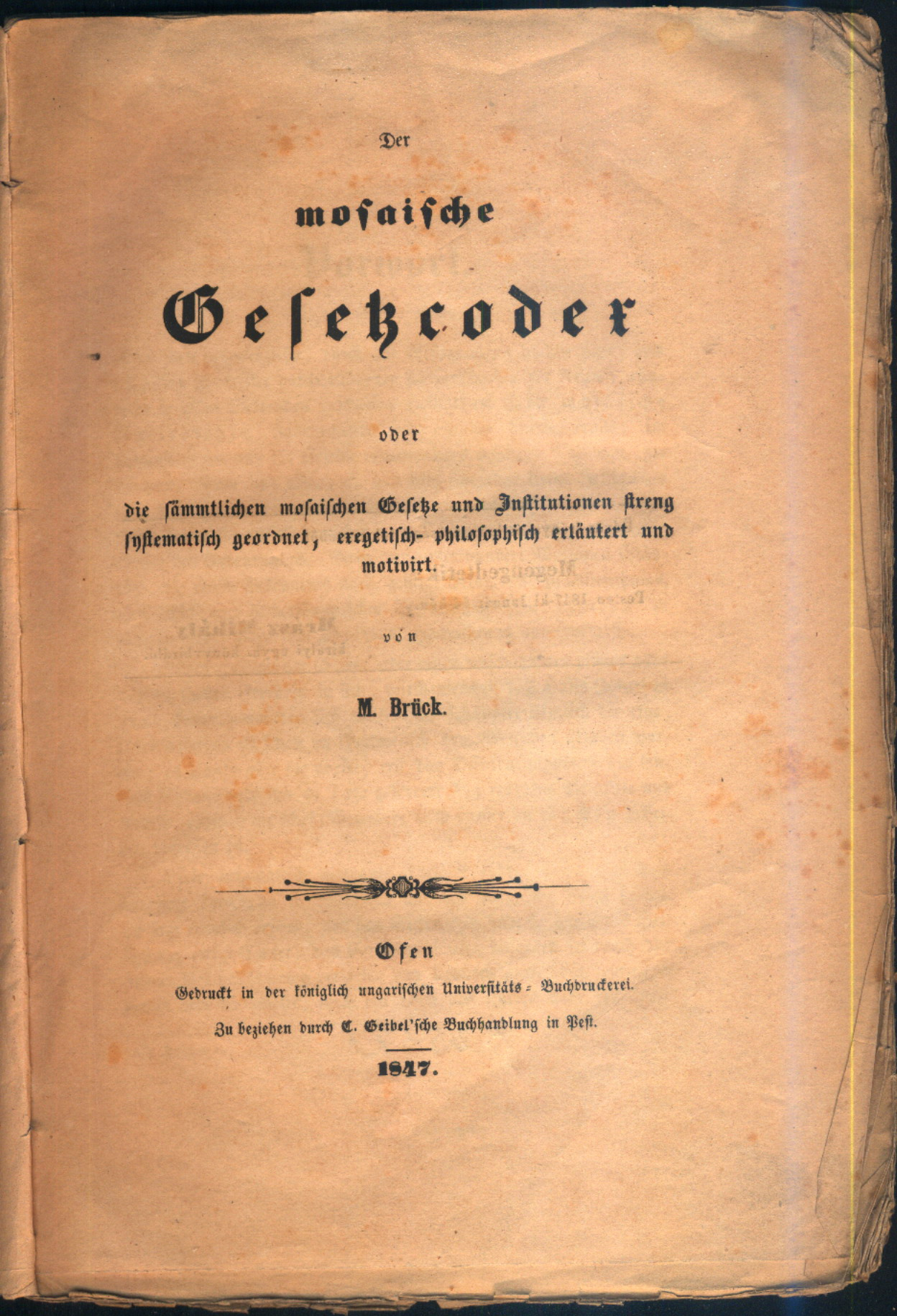
Moses Brück: Titelblatt Der mosaische Gesetzcodex (1847)

Moses Brück (auch Moses Bruck, geb. 1812 in Prerau; gest. 1849 in Hódmezővásárhely) war ein österreichischer jüdischer Theologe und Verfechter des Reformjudentums.
Brück studierte in Prag und ging anschließend, da er nicht wie erhofft eine Dozentenstelle in Mähren erhielt, nach Ungarn. Bei Ausbruch der Revolution von 1849 schloss er sich in Großbetschkerek der ungarischen Unabhängigkeitsbewegung an und trat als Offizier in die Honvéd ein. Er starb im folgenden Jahr bei Kämpfen um Hódmezővásárhely und wurde mit militärischen Ehren beigesetzt.
Brück war ein engagierter Wortführer der jüdischen Reformbestrebungen und zählte zu den Pionieren der modernen jüdischen theologischen Literatur. Zu seinen Werken zählen Die Reform des Judenthums, Rabbinische Ceremonialgebräuche und Pharisäische Volkssitten und Ritualien; letztere wurden von Abraham Geiger lobend besprochen. Sie gehören zu den Standardwerken über jüdische Zeremonien und Bräuche.